# Ride My See-Saw
Singles de The Moody Blues
Voices in the Sky
(1968) Never Comes the Day
(1969)
Ride My See-Saw est une chanson du groupe de rock progressif The Moody Blues composée par le bassiste John Lodge et sortie le 12 octobre 1968 sur l'album In Search of the Lost Chord. Parue en single le même mois, elle s'est classée 42e au Royaume-Uni et 61e aux États-Unis.

## Musiciens
- Justin Hayward : guitare électrique, chant
- John Lodge : basse, chant
- Mike Pinder : mellotron, chant
- Ray Thomas : tambourin, chant
- Graeme Edge : batterie